# Midzhur Peak
Der Midzhur Peak (englisch; bulgarisch връх Миджур wrach Midschur) ist ein 1500 m hoher Berg im westantarktischen Ellsworthland. Im südöstlichen Teil der Sentinel Range des Ellsworthgebirges ragt er 3,15 km ostnordöstlich des Mount Benson, 7,91 km südsüdwestlich des Taylor Spur und 3,6 km nordwestlich des Johnson Spur als einer der Gipfel der Doyran Heights auf. Der Remington-Gletscher liegt nördlich, der Obelja-Gletscher südlich von ihm.
US-amerikanische Wissenschaftler kartierten ihn 1988. Die bulgarische Kommission für Antarktische Geographische Namen benannte ihn 2011 nach dem Berg Midschur im westlichen Balkangebirge in Bulgarien.